# シュトゥルマンスキー
シュトゥルマンスキー（意：ナビゲーター 英:STURMANSKIE 露：Штурманские）とは、人類史上初の宇宙飛行士ガガーリンが着用し、初めて宇宙へ行った時計で知られている。ロシアのモスクワにある時計メーカー。

## 歴史
- 1928年 - ソビエト連邦（現・ロシア）下、モスクワ第一時計工場として設立。
- 1930年 - ソビエト連邦高官やパイロットなどの為に時計を製造する目的としてモスクワ第一時計工場(英：The First Moscow Watch Factory 露：Первый Московский часовой завод 略称：1MЧЗ)が操業開始。
- 1949年 - 2609ムーブメントを開発。同ムーブメントを搭載し、パイロット用に考案された33mmの小型腕時計シュトゥルマンスキーを開発。シュトゥルマンスキーは、パイロット訓練学校を卒業者へ配給された。史上初の宇宙飛行士となるユーリィ・ガガーリンは、パイロットなのでシュトゥルマンスキーを着用していた。
- 1959年 - 機械式アラーム2612ムーブメントを開発。
- 1961年 - 4月12日、ユーリイ・ガガーリンは腕にシュトゥルマンスキーの時計を装着し人類史上初の宇宙飛行を成功させた。この出来事をきっかけに社名をモスクワ第一時計工場からパリョート（英：POLJOT 露：Полёт）に変更。
- 1965年 - 人類史上初の宇宙遊泳に成功したアレクセイ・レオーノフはSTRELLA（ストレラ）やアレクセイ・グバレフにはSECONDA（セコンダ）というモデルが使用された。以後、ソ連-ロシアから宇宙へ飛び立ったフランス、ドイツ、日本、インド、ポーランドの宇宙飛行士にも使用されることになった。3133クロノグラフを搭載したパイロットモデル、海軍用にOKEAN（オケアン）も開発。
- 1992年 - ソ連の民主化により国営企業から、株式会社となる。
- 2002年 - POLJOT社は正式に解体。POLJOTの輸出会社VOLMAX社（2001年創業 創業者：ヴァレンチン・ヴォロドコ 英：Valentinas Volodko 露：Валентин Володко）がシュトゥルマンスキーをロシア政府へ公式にブランド登録し政府公認の時計ブランドになる。